# Białka (gmina Morąg)
Białka (dawna nazwa Gehlfeld) – osada w Polsce, położona w województwie warmińsko-mazurskim, w powiecie ostródzkim, w gminie Morąg. W latach 1975–1998 miejscowość administracyjnie należała do województwa olsztyńskiego.

## Historia
Miejscowość wzmiankowana w dokumentach z roku 1344, jako osada młyńska, do której przypisano 12 włók ziemi. Pierwotna nazwa Gyelevelde wywodzi się od pruskiego słowa geyle – biały. W roku 1782 we wsi odnotowano 6 domów (dymów), natomiast w 1858 w 4 gospodarstwach domowych było 28 mieszkańców. W latach 1937–1939 było 10 mieszkańców. W roku 1973 należała do powiatu morąskiego.
Na południowy wschód od osady znajduje się jezioro Butowo (niem. Bauten See).